# Pałac w Wiśniowej (woj. dolnośląskie)
Pałac w Wiśniowej – zabytkowy pałac we wsi Wiśniowa (województwo dolnośląskie) w Polsce, w powiecie świdnickim, w gminie Świdnica.

## Historia
W 1872 Gustaw von Zedlitz und Leipe (1824-1914) zbudował eklektyczny pałac o cechach neorenesansowych (przebudował renesansowy dwór z XVI w.). Od frontu ryzalit z głównym wejściem; nad nim kartusz z dwoma herbami: von Zedlitz und Leipe (L) oraz von Kulmitz (P) z dewizą Królestwa Prus Gott mit uns (Bóg z nami). 
Obiekt rozbudowany w 1899 jest częścią zespołu pałacowego, w skład którego wchodzi jeszcze park, trzy oficyny mieszkalne i spichlerz.

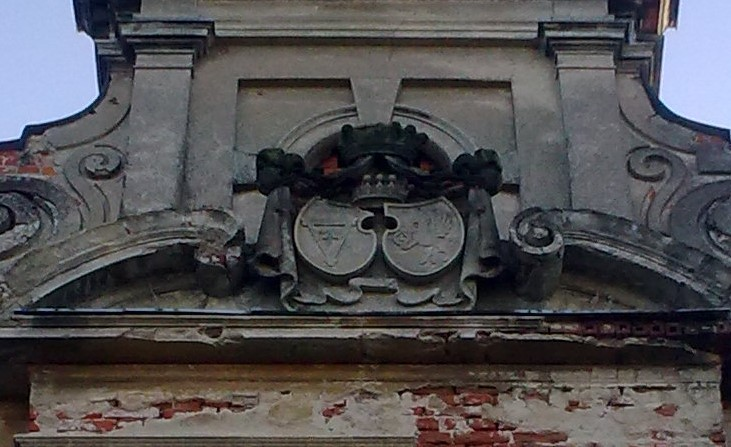
Kartusz z herbami Zedlitz,  Kulmitz
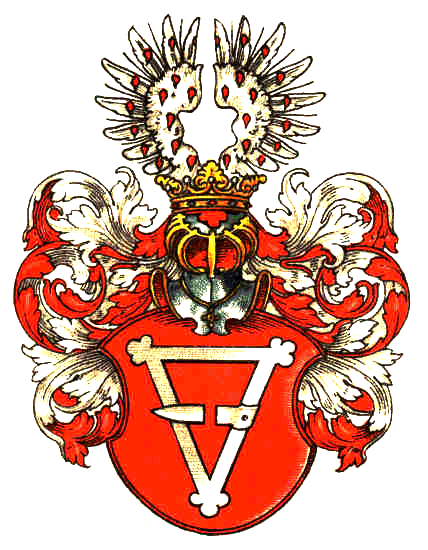
Herb v. Zedlitz u. Leipe
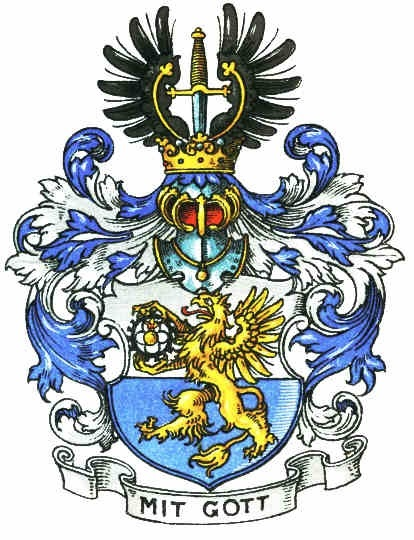
Herb von Kulmitz
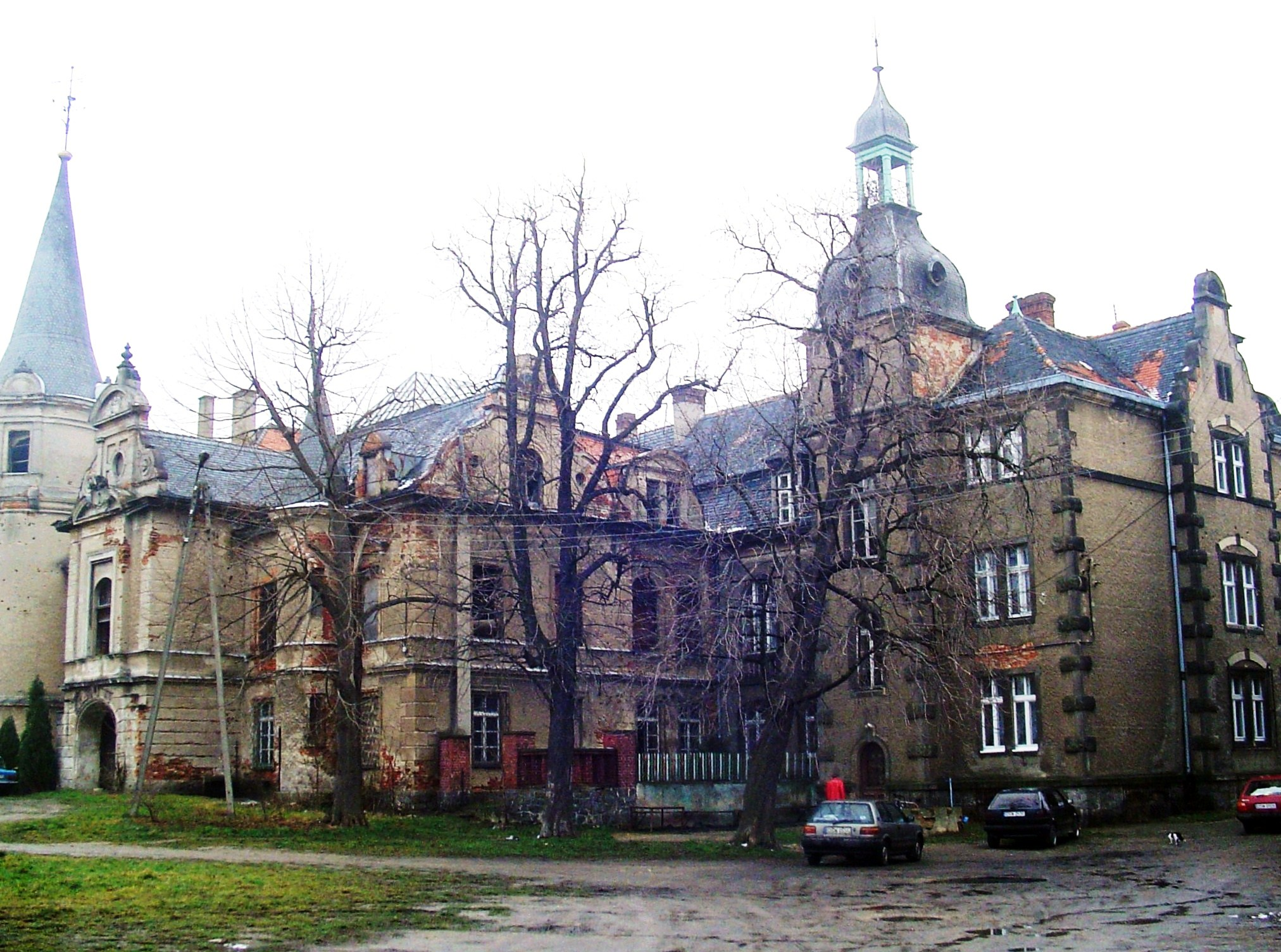
rok 2007
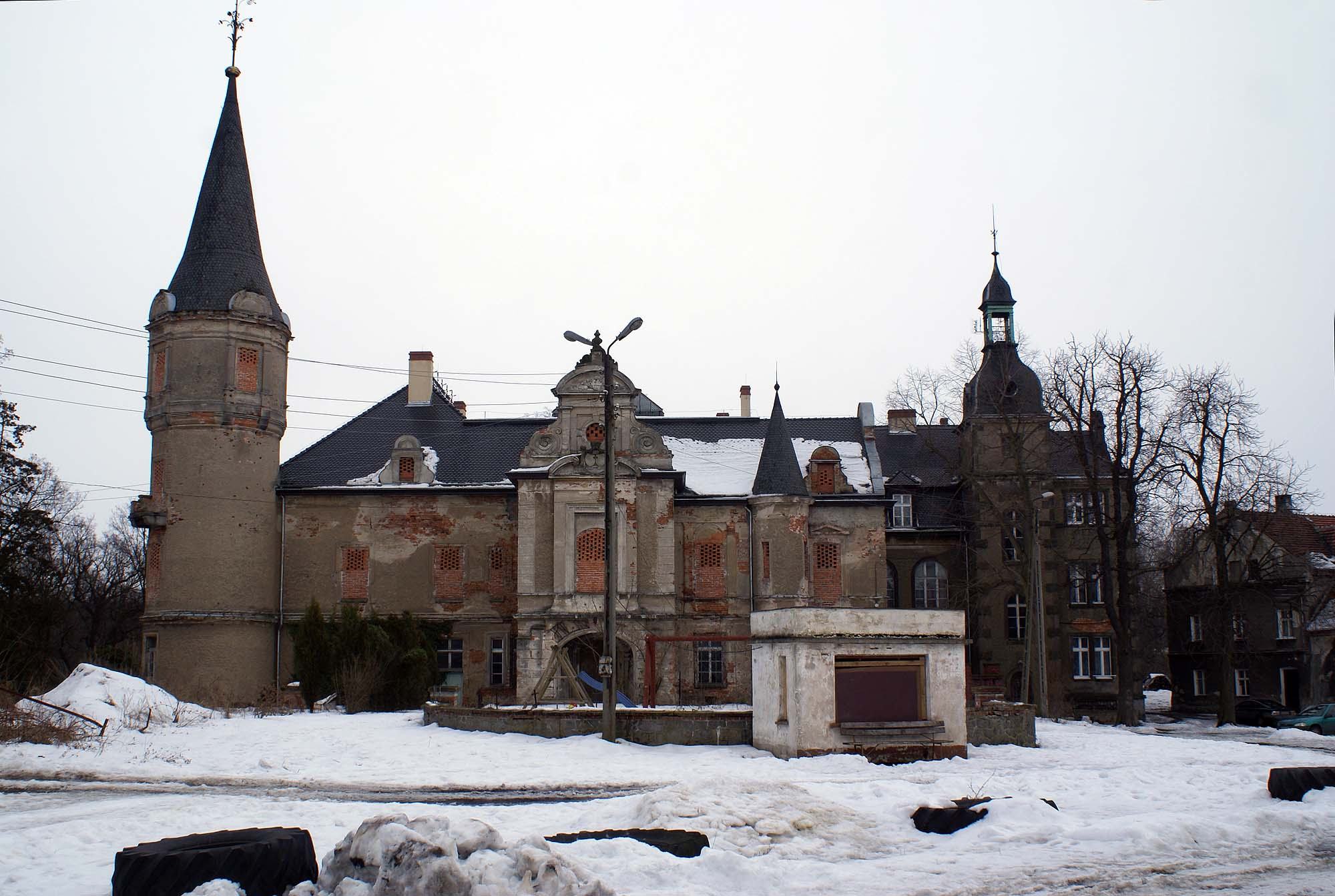
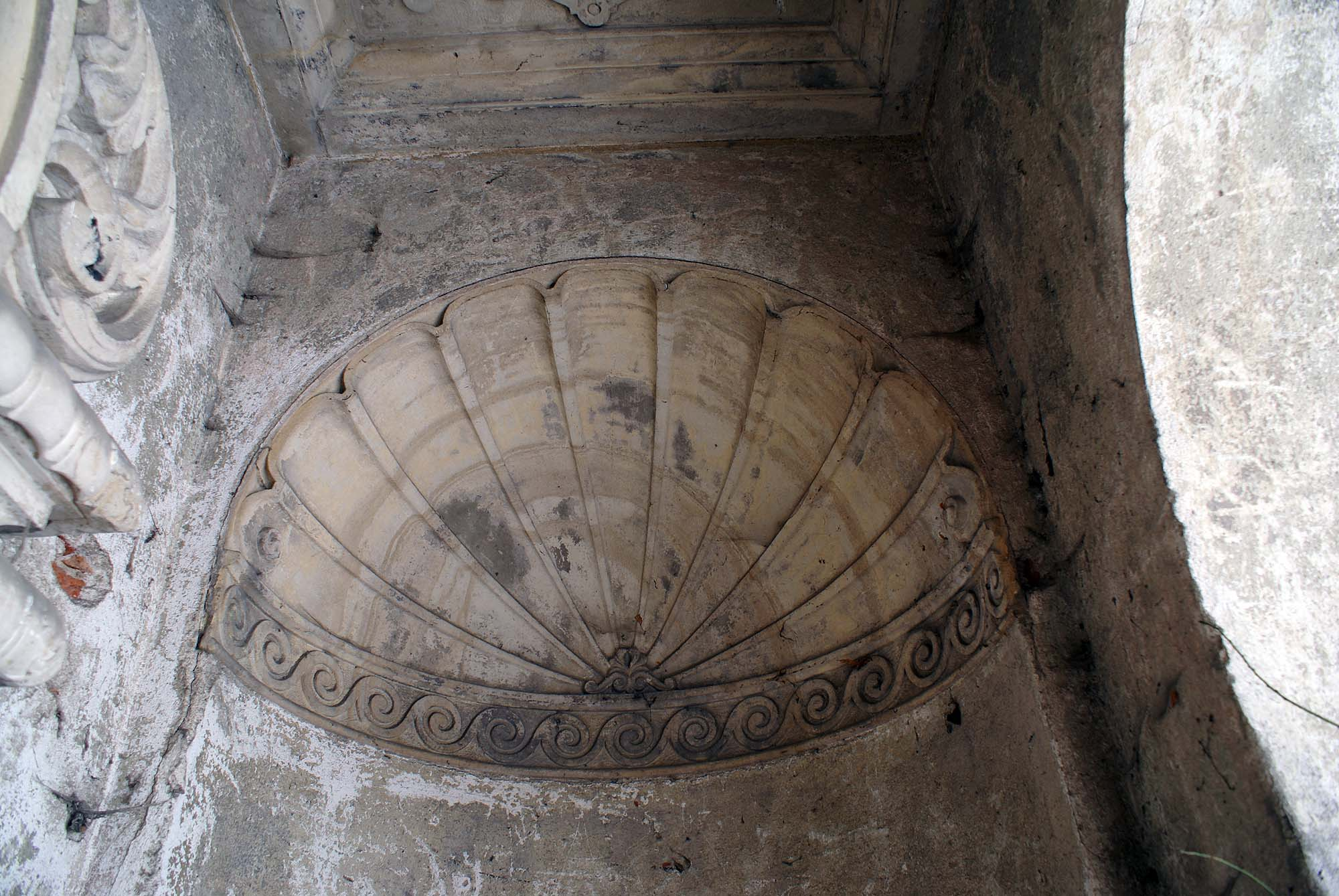